# 修士（学術）
修士（学術）（しゅうし がくじゅつ、英: Master of Arts: M.A.）は、大学院研究科の修士課程もしくは博士前期課程において学際的分野の学問を専攻し、研究指導の履修などを含む規定の単位取得を2年以上経た上、修士学位請求論文ならびに学位試験による学位審査に合格し修了した者に授与される修士号学位の名称である。

## 概要
修了時の学位として学術修士号の授与を可能とする「学際的な学問」とは、「複数の領域にまたがっている学問」という意味合いを持っている。例えば学際的な学問のひとつに心理学がある。日本においては、大学院の心理学研究科（心理学専攻）および大学の心理学部（心理学科）は、主に文系領域に位置づけられていることが多い。しかし心理学は、学問分野に実験心理学、認知心理学、生理心理学など自然科学的色彩の濃い分野も多く、また研究手法にも統計学や実験を用いるなど応用数学的・理系的処理が要求されるため、「文系領域と理系領域など複数の領域にまたがっている学問」として「学際的な学問」のひとつに数えられることがある。特に臨床心理学は、精神科医療との関連性から、取り扱う題材として精神医学、精神病理学、心身医学、精神薬理学などとの関わりが深いため学際的傾向が強く、臨床心理学専攻が開設されているのは、独立した臨床心理学研究科以外では、文系の教育学系研究科から理系の医学系研究科まで幅広い。
文系領域の中では、心理学以外にも社会学や経済学を始め、研究手法に統計学や実験などを積極的に用い、理論・結果・考察を数理モデルで説明しようとする社会科学や行動科学の各研究科において、修士（学術）が授与されることがある。一方、理系領域の中では、脳機能や細胞・遺伝子レベルの解明などを行う基礎医学に留まらず、医療を受ける者の生活の質的向上なども研究目的に含めた全人的臨床医学、社会医学、および医学関連分野が学際的な学問に当てはまる。また、近年注目されている学問分野に、主にヒトの神経系やその神経システム機能、あるいはそこから生み出される認知処理・心理過程などを取り扱う神経科学（脳科学）がある。神経科学は、本来生物学の一学問分野であり、基礎科学（理学）に位置づけられるが、応用科学の電子工学・機械工学・システム工学などと融合し、ブレイン・マシン・インタフェース技術に代表されるサイバネティックスや、社会科学の心理学、言語学などと融合し、AI技術に代表される認知科学といった形での学際的発展を見せており、そのような学問分野における研究業績が同学位の授与に該当することがある。

## 名称の変遷
1991年の学校教育法改正により、それまでは専攻分野を学位の前部に冠した表記を用いていたが、それ以降は学位授与機関が適切な専攻分野を付記するものとされ、専攻分野は学位の後部に括弧書きで併記される形が採用されている。したがって、同年をもって学術修士という名称での授与は終わり、以降は、正確には全て修士（学術）という名称での授与となったが、他の学位と同様、俗に学術修士の名称が用いられることもある。